# Solberg (Nordland)
Solberg est une localité du comté de Nordland, en Norvège.

## Géographie
Administrativement, Solberg fait partie de la kommune de Lødingen.